# Horads 88,6
Horads 88,6 est une radio associative étudiante allemande de Stuttgart.

## Histoire
Le nom de "Horads", inspiré du nom du poète romain Horace, est l'acronyme de "HOchschulRADio Stuttgart". Elle émet le 1er janvier 2004. Elle fait ses débuts en 1999 comme une webradio dans un petit studio au sein de l'ancienne École de bibliothéconomie et des sciences de l'information de Stuttgart. Après la fusion de cette école pour former l'École des médias en 2001, elle obtient un nouveau studio dans le site de Nobelstraße. En 2005 et 2006, deux autres studios et de nouveaux bureaux de rédaction sont bâtis. Jusqu'à fin 2009, elle partage la fréquence 99,2 MHz avec d'autres radios locales.
Début 2010, elle obtient la fréquence 88,6 MHz et se développe sur Internet.

### Source de la traduction
- (de) Cet article est partiellement ou en totalité issu de l’article de Wikipédia en allemand intitulé « Horads 88,6 » (voir la liste des auteurs).